# Ensalada de garbanzos
La ensalada de hummus o ensalada de garbanzos (en árabe, سلطة حمص ; hummus quiere decir «garbanzos») es una ensalada de origen árabe. Típicamente consta de garbanzo cocido, hortalizas, zumo de limón, ajo, tahini, aceite de oliva, y comino. Es una de las ensaladas más populares en el Mundo árabe.